# Pummerer-Umlagerung
Die Pummerer-Umlagerung ist eine organisch-chemische Reaktion, in der Sulfoxide mit Anhydriden umgesetzt werden können. Die über verschiedene Zwischenstufen entstehenden Produkte sind α-Acyloxysulfide, die als synthetisches Äquivalent zu geschützten Carbonylverbindungen dienen können. Die Reaktion wurde nach ihrem Entdecker Rudolf Pummerer (1882–1973) benannt.
Die Pummerer-Umlagerung findet sich auch als Nebenreaktion der Swern-Oxidation.